# Discocalyx silvestris
Discocalyx silvestris är en viveväxtart som beskrevs av Holth. Discocalyx silvestris ingår i släktet Discocalyx och familjen viveväxter. Inga underarter finns listade i Catalogue of Life.